# MOP-2 (mina)
MOP-2 – mina sygnalizacyjno-oświetleniowa stosowana między innymi w Wojsku Polskim.

## Charakterystyka
Przeznaczenie
Miny oświetleniowe MOP-2 przeznaczone są do oświetlania terenu i uprzedzenia wojsk własnych o zbliżaniu się nieprzyjaciela lub przenikaniu jego grup przez teren, w którym jest  ustawiona. Ustawia się je w celu osłony zapór minowych, drutowych, zawał leśnych, skrytych podejść oraz obiektów o znaczeniu wojskowym, położonych przed przednim skrajem obrony i w jej głębi. Ponadto mogą być ustawione na odcinkach słabo obsadzonych przez własne pododdziały oraz na stykach i skrzydłach pododdziałów będących w obronie. 
Budowa
Mina oświetleniowa MOP-2 składa się z kadłuba z pokrywą, rurki ogniowej, ładunku miotającego i ładunku oświetlającego o sile światła 125 tysięcy świec. Ładunek oświetlający wraz ze spadochronem jest ułożony w pocisku wewnętrznym, umieszczonym w kadłubie miny. Do spowodowania zadziałania miny służy mechanizm uderzeniowy MUW, wkręcony do rurki ogniowej, ze spłonką zapalającą.
Działanie miny.
Po wyciągnięciu zawleczki mechanizmu uderzeniowego zapalnika MUW, następuje zapalenie spłonki zapalającej, a następnie łącznika ogniowego i ładunku miotającego, który wyrzuca pocisk wewnętrzny z jednoczesnym zapaleniem opóźniacza. Po upływie 4–5 sekund następuje wyrzucenie z kadłuba pocisku ładunku oświetlającego z jednoczesnym jego zapaleniem i rozwinięciem spadochronu. Zapalony ładunek oświetlający, opadając na spadochronie, pali się 40–50 sekund.